# Đồng hồ thời gian thực

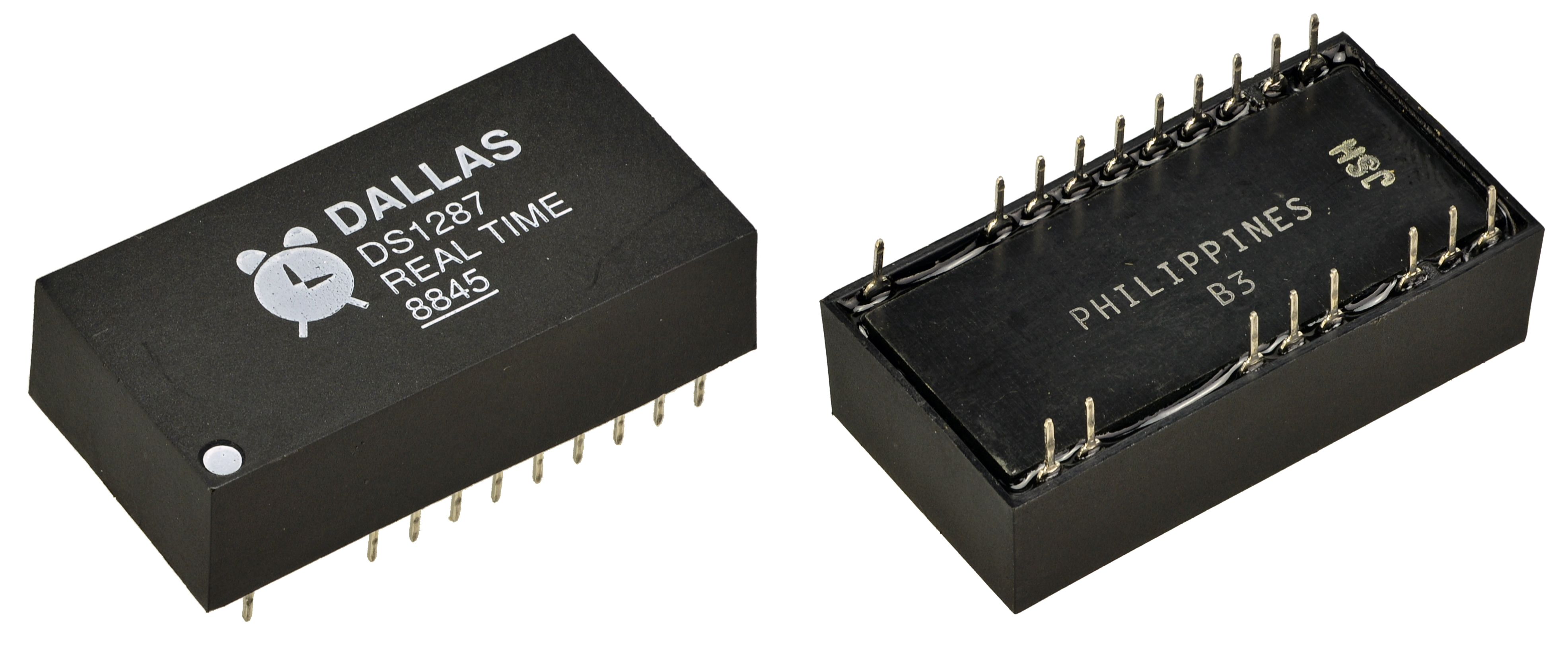
Đồng hồ thời gian thực Dallas Semiconductor DS1287 được sản xuất năm 1988

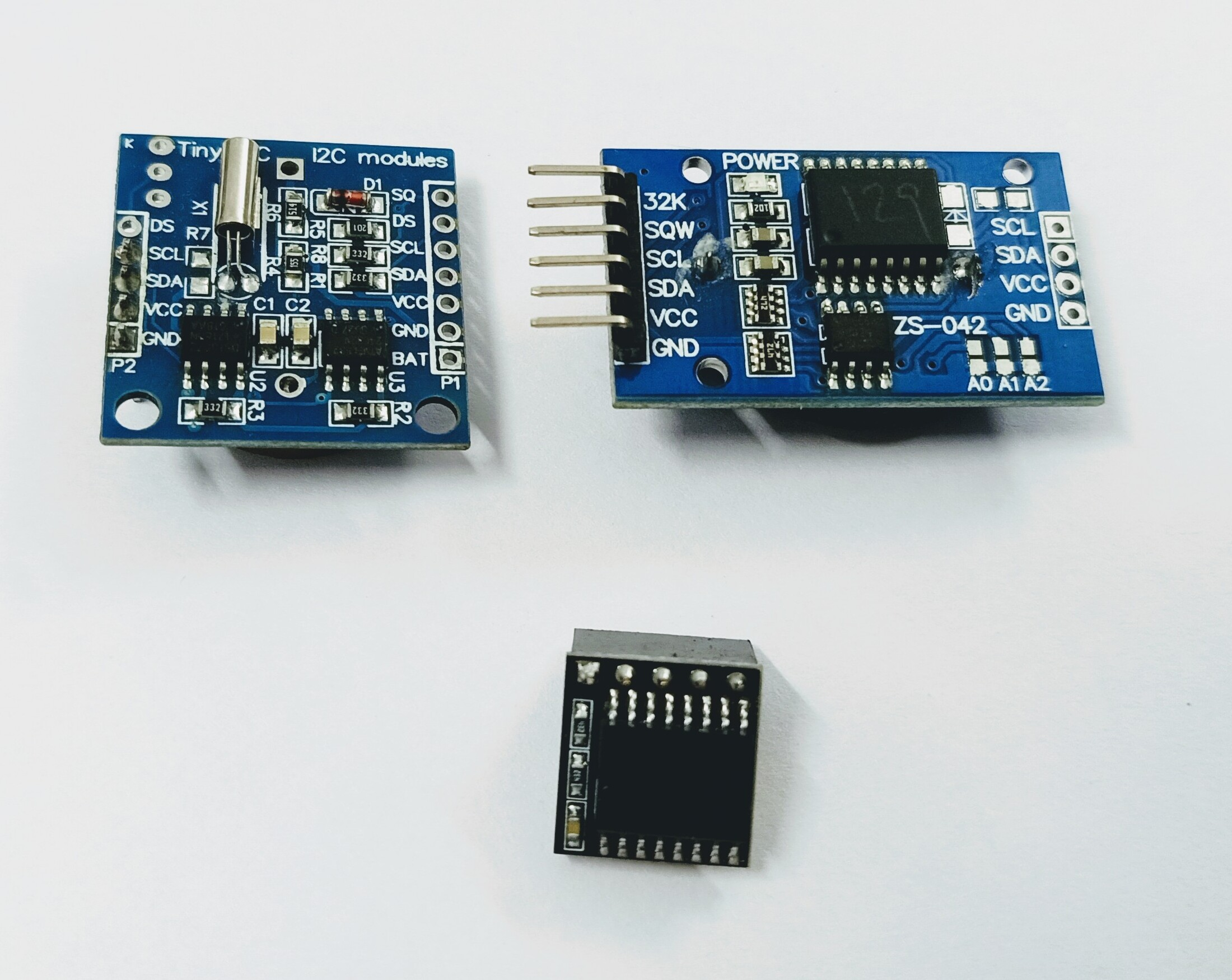
Các loại module RTC trên thị trường đến từ Trung Quốc

Đồng hồ thời gian thực (tiếng Anh: real-time clock, viết tắt: RTC) là một thiết bị điện tử (thường ở dạng mạch tích hợp) theo dõi thời gian đã trôi qua trên thực tế.
Mặc dù thuật ngữ này thường đề cập đến các thiết bị trong máy tính cá nhân, máy chủ và hệ thống nhúng, RTC có mặt trong hầu hết mọi thiết bị điện tử cần giữ thời gian chính xác, khi cả khi các thiết bị điện tử đó không được cấp nguồn.

## Thuật ngữ
Thuật ngữ đồng hồ thời gian thực được sử dụng để tránh nhầm lẫn với đồng hồ điện tử khác sử dụng xung nhịp đồng hồ (clock signal) là tín hiệu cho các thiết bị điện tử kỹ thuật số, và không tự tính được thời gian bằng các đơn vị con người sử dụng. Đừng nhầm lẫn RTC với điện toán thời gian thực, dù cùng được viết tắt bằng ba chữ cái giống nhau nhưng nó không liên quan trực tiếp đến theo dõi mốc thời gian.

## Mục đích
Mặc dù không nhất định cần RTC để giữ thời gian hệ thống được chính xác, sử dụng nó có lợi ích:
- Ít tiêu thụ điện năng[2] (rất quan trọng khi dùng nguồn điện ngoài như pin).
- Dành tài nguyên hệ thống cho các tác vụ quan trọng.
- Đôi khi chính xác hơn các phương pháp khác.

Máy thu GPS có thể rút ngắn thời gian khởi động bằng cách so sánh thời gian hiện tại theo RTC của nó với mốc thời gian có tín hiệu hợp lệ gần nhất. Nếu ít hơn một vài giờ, thì thông tin từ vệ tinh trước đó vẫn có thể sử dụng được.

## Nguồn điện

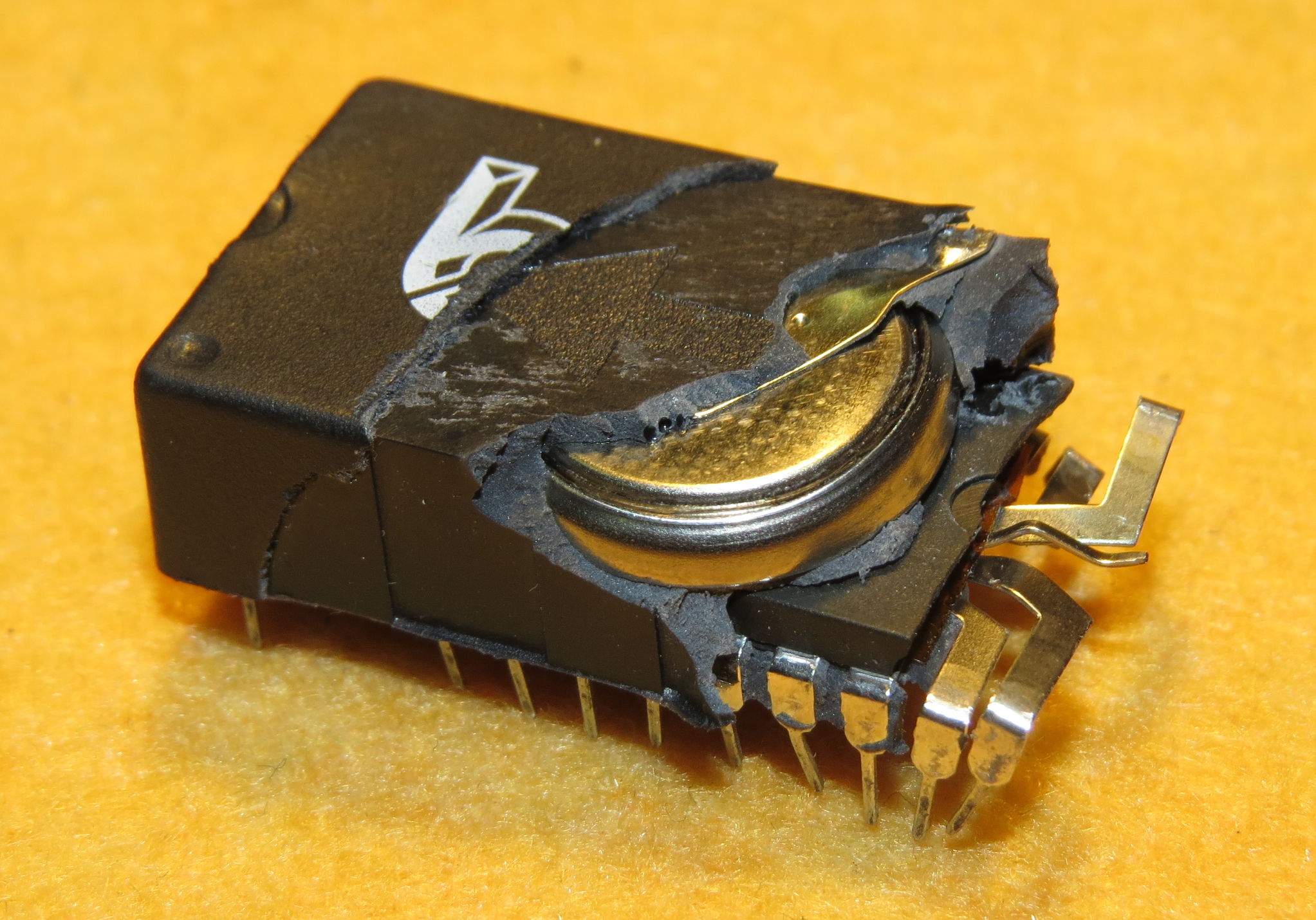
Pin lithium bên trong IC đồng hồ thời gian thực

## Ví dụ

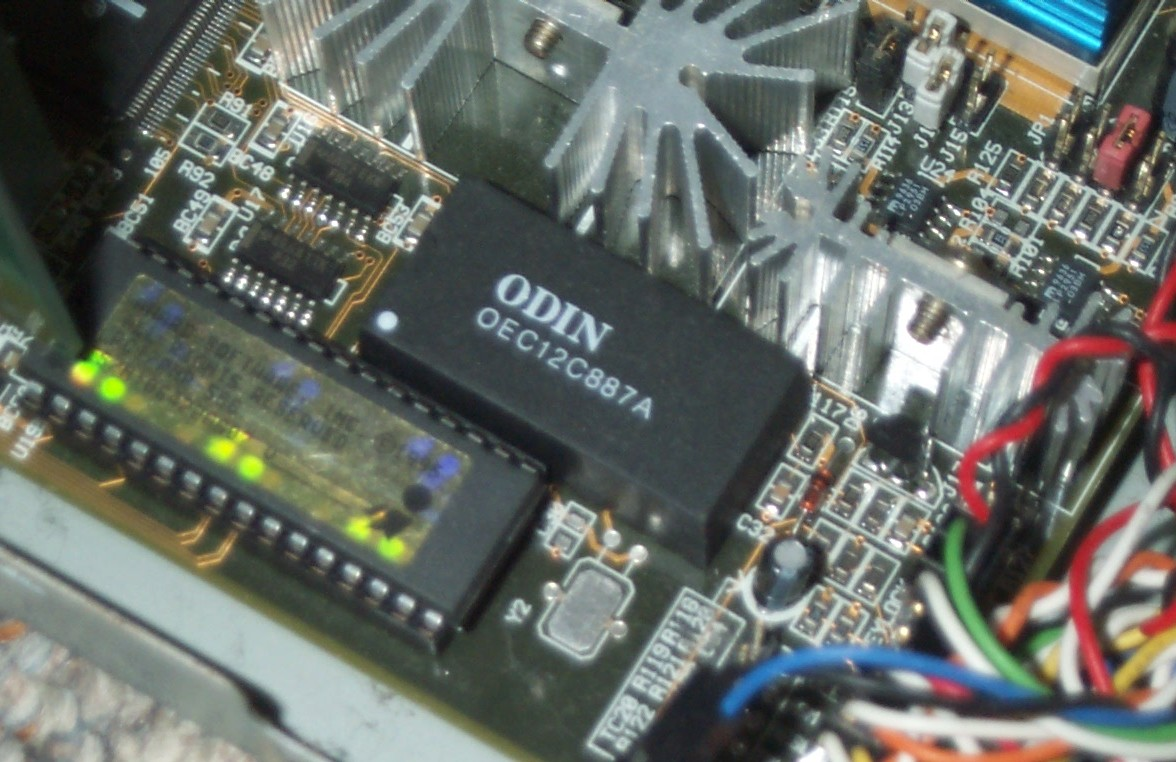
Con chip được gắn nhãn ODIN này là một loại tương đương với RTC Dallas.

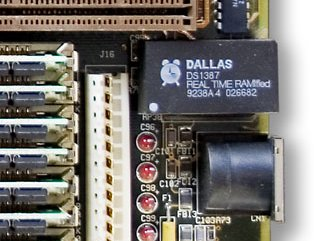
Đồng hồ thời gian thực Dallas Semiconductor (DS1387) trên một chiếc máy tĩnh cũ. Phiên bản này cũng chứa SRAM được cấp nguồn bằng pin.